# Makanda
Makanda är en by i Jackson County i den amerikanska delstaten Illinois med en folkmängd, som uppgår till 419 invånare (2000). Den har enligt United States Census Bureau en area på 11 km². I byn finns senator Paul Simons gravplats.